# 鲍家乡
鲍家乡，是中华人民共和国辽宁省锦州市北镇市下辖的一个乡镇级行政单位。

## 行政区划
鲍家乡下辖以下地区：
鲍家村、大柳树屯村、大三块石村、窑上村、高起堡村、桃园村、元觉寺村和龙宝峪村。